# The Pale Haunt Departure
The Pale Haunt Departure è il quinto album pubblicato dalla doom/progressive death metal band Novembers Doom, nel 2005.

## Tracce
1. The Pale Haunt Departure – 5:44
2. Swallowed By The Moon – 5:57
3. Autumn Reflection – 6:06
4. Dark World Burden – 6:09
5. In The Absence Of Grace – 8:00
6. The Dead Leaf Echo – 7:30
7. Through A Child's Eyes – 5:32
8. Collapse Of The Falling Throe – 6:36

## Formazione

### Gruppo
- Paul Kuhr - voce
- Vito Marchese - chitarra
- Joe Nunez - batteria
- Larry Roberts - chitarra
- Mike LeGros - basso

### Altri musicisti
- Dan Swanö - chitarra
- Eric Burnley - tastiere
- Tommy Crucinelli - tastiere